# Anastasiya Verameyenka
Anastasiya Verameyenka (10 de julho de 1987) é uma basquetebolista profissional bielorrussa.

## Carreira
Anastasiya Verameyenka integrou a Seleção Bielorrussa de Basquetebol Feminino, na Rio 2016, que terminou na nona colocação.